# Szerelem a kolera idején (film)
A Szerelem a kolera idején (eredeti cím: Love in the Time of Cholera) egy 2007-es amerikai film Mike Newell rendezésében, Gabriel García Márquez azonos című regénye alapján. A produkció az irodalmi mű első hollywoodi feldolgozása.
A filmet Golden Globe-díjra jelölték a legjobb eredeti betétdal kategóriában.

## Történet
Egy szerelmi háromszöget követhet nyomon a néző, Fermina Daza és két udvarlója, Florentino Ariza és Juvenal Urbino doktor között, 50 évet felölelve, 1880 és 1930 között.

## Háttér
Scott Steindorff producer két évet töltött azzal, hogy rábírja a Márquezt a könyv megfilmesítési jogainak eladására, mondván, ő Florentino, és addig nem adja fel, míg meg nem szerzi, amit akar.
A film nagy része a történelmi, fallal körbezárt kolumbiai városban, Cartagenában játszódik. Egyes jelenetekben látható a Magdalena folyó és a Sierra Nevada de Santa Marta hegység. A forgatási helyszínek között szerepelt London is.
Maga García Marquez kezdeményezte, hogy az énekes-dalszerző Shakira járuljon hozzá a filmhez két dallal. A dalokat a teljes filmzenével egyetemben Antonio Pinto brazil zeneszerző írta. A „Despedida” című szerzeményt, melynek zenéjét közösen szerezték, szövegét pedig Shakira írta, Golden Globe-díjra jelölték.

## Fogadtatás
Steindorff bemutatta a film még bemutató előtt állt végső változatát Márqueznek, aki a film végén egy „Bravo!”-val adott hangot véleményének.
A kritikusok ellenben nem viszonyultak jól a filmhez. A Rotten Tomatoes-on összesített értékelések alapján mindössze 27%-ot érdemelt ki a Szerelem a kolera idején. A Time 2-es osztályzatot adott rá, azzal magyarázva, a film „komoly esélyes az egy nagyszerű regényből adaptált legrosszabb film díjára…hagyják a filmet, olvassák el újra a könyvet.”

### Box office
A 45 millió dollárból készült filmet 2007. november 16-án mutatta be a New Line Cinema 852 észak-amerikai filmszínházban. 1,9 millió dolláros első hétvégéjét a Box Office Mojo „vérszegénynek” nevezte; gyors iramban fogyatkozott a film iránt az érdeklődés, így végül 4,6 milliót keresett hazájában.
Nemzetközileg 2008. április 6-áig közel 25 millió dollárt gyűjtött. A legnagyobb érdeklődés Olaszországban mutatkozott iránta, ahol 2007. december 21-e óta 5,5 millió dollárnak megfelelő eurót hozott.

## Szereplők
| Szereplő              | Színész                 | Magyar hang                                    |
| --------------------- | ----------------------- | ---------------------------------------------- |
| Florentino Ariza      | Javier Bardem           | Fekete Ernő                                    |
| Fermina Daza          | Giovanna Mezzogiorno    | Für Anikó                                      |
| Dr. Juvenal Urbino    | Benjamin Bratt          | Viczián Ottó                                   |
| Hildebranda           | Catalina Sandino Moreno | Czirják Csilla                                 |
| Don Leo               | Héctor Elizondo         | Végvári Tamás                                  |
| Lotario Thugut        | Liev Schreiber          | Kardos Róbert                                  |
| Tránsito Ariza        | Fernanda Montenegro     | Halász Aranka                                  |
| Sara Noriega          | Laura Harring           | Peller Anna                                    |
| Lorenzo Daza          | John Leguizamo          | Epres Attila                                   |
| Olimpia Zuleta        | Talancón Ana            | Csondor Kata                                   |
| Florentino kamaszként | Unax Ugalde             | Dunai Mihály                                   |
| További szereplők     | –                       | Bánfalvi Eszter Németh Kriszta Sánta Annamária |

### Jelentősebb díjak és jelölések
| Díj              | Kategória                | Jelöltek                                           | Nyert-e? |
| ---------------- | ------------------------ | -------------------------------------------------- | -------- |
| Golden Globe-díj | legjobb eredeti betétdal | Antonio Pinto és Shakira a „Despedida” című dalért |          |